# Polyakrylát sodný
Polyakrylát sodný, známý také jako WaterLock, je polymer sodné soli kyseliny akrylové s chemickým vzorcem [-CH2-CH(COONa)-]n, používaný ve spotřebitelských výrobcích. Má schopnost absorbovat vodu v množství 200 až 300násobku své hmotnosti. Polyakrylát sodný je aniontový polyelektrolyt se záporně nabitými karboxylovými skupinami v hlavním řetězci. I když je sodná sůl nejčastěji používanou formou v průmyslu, existují i jiné soli obsahující draselné, lithné nebo amonné kationty. Používá se například v dětských plenkách. Pro lidský organismus je netoxický, dosud se neprojevily žádné známky toxicity pro lidský organismus.
Veškerá zaznamenaná a zvažovaná nebezpečí pro zdraví člověka plynoucí z užití polyakrylátu sodného souvisejí vždy s jeho mechanickými vlastnostmi, konkrétně schopností absorbovat vodu a přitom několikrát zvětšit svůj objem; výjimkou může být přísné hledisko ekologické, jelikož se jedná o ropný derivát.